# Snoop Dogg's Hustlaz: Diary of a Pimp
Snoop Dogg's Hustlaz: Diary of a Pimp er en mixet Hardcore porno og Hiphop video med musik af rapperen Snoop Dogg, produceret af Hustler Video. Vidoen var også produceret, co-produceret og præsenteret af ham, selvom at han ikke optræder i nogen sexscener. I filmen krediteres Snoop under tilnavnet "Snoop Scorsese". Den blev udgivet i 2002, et år efter at Snoop Dogg var blevet færdig med udviklingen af hans mixet hip hop pornofilm Snoop Dogg's Doggystyle. I filmen er Snoop vært for en fest med mere end 40 pornostjerner. Han spiller rollen som en alfons, som klæder sig ud i outrerede outfits, og overtaler en sippet journalist at blive en af hans piger. Det blev den bedst amerikanske pornografiske film i 2003.

## Medvirkende
- Snoop Dogg som The Doggfather
- Chelsea Blue som Lana Gammons
- Mark Ashley
- Billy Banks
- Chaze
- Tony Eveready
- Nikki Fairchild
- Manuel Ferrara
- Steve Hatcher
- Dominico
- India
- Darren James
- Rome Knight
- Leo
- Monique
- Mr. Marcus
- Brian Pumper
- Rafe
- Marty Romano
- Taylor St. Clair
- Valentino
- Karin McSqueely
- John West
- Jason Zupala
- Ice La Fox
- Kiwi (pornostjerne)
- Shyla Stylez
- Dee
- Brittany Skye

## Priser og nomineringer
- 2004 AVN Award winner – 'Top Selling Release of the Year' [5]
- 2004 AVN Award winner – 'Best Ethnic-Themed Release – Black' [5]
- 2004 AVN Award nominee – 'Best Non-Sex Performance, Film or Video' for Chelsea Blue[6]